# Puszczykówko
Puszczykówko – część miasta Puszczykowo, położona na południe od centrum Puszczykowa, w rejonie stacji kolejowej Puszczykówko. Dawniej samodzielna wieś. 

## Historia
Puszczykówko posiadało dawniej status administracyjny gminy jednostkowej w powiecie śremskim. 1 stycznia 1925 włączone do nowo utworzonego powiatu poznańskiego. 1 sierpnia 1934 weszło ono w skład nowo utworzonej zbiorowej gminy Puszczykowo tamże.  27 września 1934 weszło w skład nowo utworzonej gromady Puszczykowo w gminie Puszczykowo.
Po wojnie zachowało początkowo przynależność administracyjną, lecz już 1 lipca 1952 utworzyło odrębną gromadę Puszczykówko w gminie Puszczykowo. W związku z reformą administracyjną kraju jesienią 1954 weszło w skład nowo utworzonej gromady Puszczykowo. Gromadę Puszczykowo zniesiono 1 stycznia 1956 w związku z nadaniem jej statusu osiedla, przez co Puszczykówko stało się integralną częścią Puszczykowa. Wraz z nadniem Puszczykowu praw miejskich 18 lipca 1962 Puszczykówko stało się obszarem miejskim.